# Марин Деведжиев
Марин Деведжиев е български учен (географ, геополитик) и университетски преподавател.

## Биография
Роден на 18 юни 1922 в село Леденик (днес в община Велико Търново, област Велико Търново). Завършва Търговската гимназия в Търново, след което постъпва като студент в Свободния университет за политически и стопански науки в София (днес УНСС), но не завършва.
Участва във Втората световна война като командир на взвод и рота. Като студент (1945-1947) оглавява опозиционния Академически земеделски съюз (на БЗНС); за това е подложен на репресии, описва го по-съсно в документалната повест „Оцеляването“. Завършва Търговската академия в Свищов през 1947 г.
Работи в Содовия завод в Девня до 1957 г. После е счетоводител в рудник „Плам“ на гара Храбърско.
От 1962 г. е асистент във Висшия институт за народно стопанство във Варна, а през 1964 г. става научен сътрудник в Комисията по производителните сили в БАН, където е избран за ст.н.с. ІІ степен през 1967 г. По-късно основава и оглавява Катедрата по география във Великотърновския университет „Св. св. Кирил и Методий", където през 1986 г. е избран за професор. През 1991 г. му е присъдена научна степен „доктор на географските науки“ след защитен пред Специализирания научен съвет по географски науки докторат на тема „Модулното развитие на жп мрежата в България“.
Директор е на Научноизследователския и проекто-конструкторски институт по битово обслужване и комунално стопанство в периодите 1970 – 1971 и 1976 – 1982 г., а междувременно (1972) е заместник-началник на Главното управление по териториално разпределение на производителните сили при Държавния комитет по планиране.
Той е сред основателите (2001) и първият председател на Българското геополитическо дружество. Умира на 24 декември 2016 г.

## Научна дейност
Научната продукция на акад. Деведжиев включва 42 негови самостоятелни издания, няколко книги в съавторство, 200 научни публикации и 600 текущи проблемни публикации (студии, лекции, доклади).

## Признание
През 1997 г. биографията на Марин Деведжиев е включена в 6-о издание на Енциклопедията „500 влиятелни лидери“ на Американския биографски институт в Северна Каролина и е избран от комисия на Института за Личност на годината (като представител на България) за изключителен принос в развитието на съвременното общество.